# Tata Sumo
La Tata Sumo è un fuoristrada prodotto dalla casa automobilistica indiana Tata Motors dal 1994 al 2019. In Europa non è mai stato importato. Nel corso degli anni ha subito numerosi aggiornamenti.
Nell’aprile 2019 esce di produzione in seguito ai nuovi standard di sicurezza entrati in vigore sul mercato indiano.

## Storia
La Sumo è un fuoristrada di dimensioni compatte introdotta nel 1994 dalla Tata Motors (chiamata TELCO al momento del debutto) sul mercato Indiano; dopo il progetto che ha originato la Tata Mobile (pick-up) e le sue derivate chiuse Sierra (3 porte) e Estate (5 porte), la Sumo è il primo fuoristrada della casa con carrozzeria 5 porte. Il progetto originario prevedeva la realizzazione di una vettura adatta ad ogni terreno (sia zone rurali che centri urbani), robusta ed affidabile e con abitacolo a dieci posti, per questo come pianale di base venne scelto lo stesso telaio X2 della Tata Mobile con longheroni e traverse e trazione posteriore o integrale inseribile manualmente in modo che la vettura potesse adattarsi ad ogni fondo soprattutto le numerose zone dissestate dell’India, inoltre l’auto doveva servire anche per l’impiego militare. Nacque così la Sumo, lunga 4,45 metri, abbastanza compatta rispetto alle concorrenti giapponesi, e con lo stesso motore di origine Peugeot adottato dal resto della produzione Tata Motors.
Il nome Sumo deriva dalle iniziali di Sumant Moolgaokar, industriale e architetto della Tata Motors, defunto nel 1989, a cui l’azienda ha dedicato il modello di autovettura. 

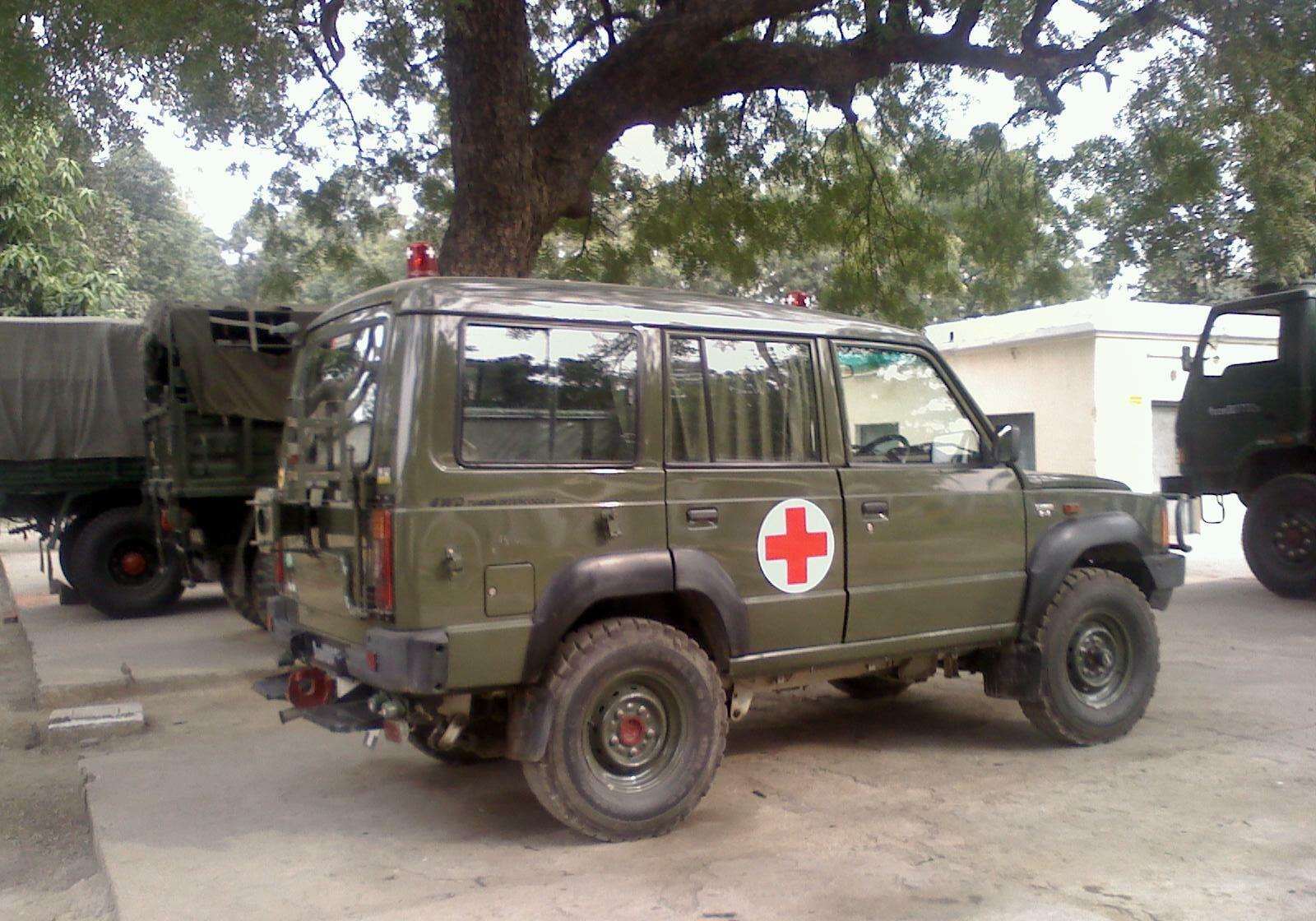
Tata Sumo utilizzata come Autoambulanza nell'esercito indiano

La Sumo sfrutta la piattaforma meccanica Tata X2 (adotatta anche dalla Tata Telcoline, Sierra e successiva Safari) specifica per un uso fuoristradistico con telaio a longheroni e traverse, trazione posteriore o integrale con schema part-time (trazione posteriore con possibilità di inserimento trazione anteriore nelle sole situazione off-road) con sistema di innesto a comando manuale fino a 60 km/h, dotato di riduttore su tutti i rapporti, differenziale posteriore autobloccante e mozzi anteriori a bloccaggio/sbloccaggio manuale.
Le sospensioni anteriori sono con avantreno a doppio trapezio oscillante e barra di torsione mentre al retrotreno è stato adottato uno schema a ponte rigido con balestre e molle elicoidali. I freni anteriori sono a disco autoventilanti abbinati a quelli posteriori che sono a tamburo autoregistrante.
In India la versione 4x4 era prodotta solo per l’esercito ed enti pubblici e di conseguenza al pubblico era disponibile solo con trazione posteriore mentre per l’export era disponibile anche per la vendita ai privati.
Il motore al lancio nel 1994 era il 2,0 litri diesel aspirato di origine Peugeot XD88 (1948 cm³ effettivi), dotato di iniezione indiretta, erogante 63 cavalli abbinato ad un cambio manuale a 5 rapporti.
Successivamente la Sumo è stata oggetto di numerosi aggiornamenti estetici e meccanici: nel 2000 debutta la Sumo Spacio, versione che introduce una nuova plancia interna totalmente ridisegnata e il nuovo motore 3.0 litri diesel aspirato quattro cilindri da 63 cavalli. Il 3,0 litri deriva dalla stessa unità impiegata dal Tata 407 e affianca senza sostituire il 2.0 turbo diesel Peugeot. Con la Sumo Spacio vengono modificate anche mascherina e paraurti.

### Sumo Victa (2004-2011)

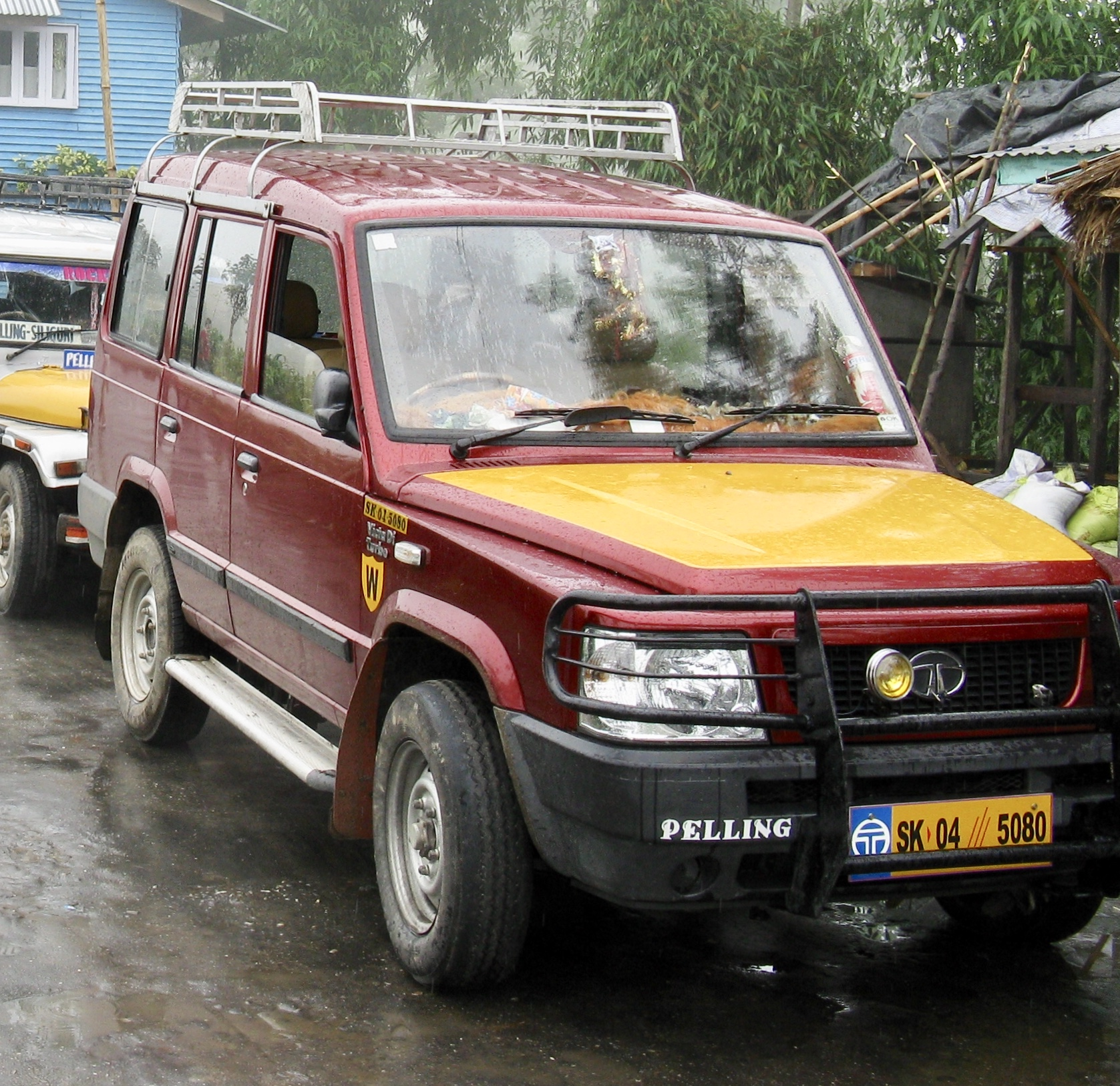
Tata Sumo Victa 3.0 Turbo DI

Successivamente la Sumo Spacio viene sostituita dalla Sumo Victa nel 2004, ulteriore restyling che ne modifica la zona frontale con nuovi fari più grandi, nuova calandra, copricerchi, rivestimenti interni e sospensioni riviste con ammortizzatori meno rigidi; completamente nuovo è l’impianto di climatizzazione più efficiente e ripreso dalla Safari. Il motore è sempre il 3,0 litri diesel debuttato con la Spacio. Nel 2007 viene introdotta la Sumo Victa Turbo DI con motore turbodiesel 3.0 litri da 70 cavalli con iniezione diretta.

### Sumo Gold (2011-2019)
Nel novembre 2011 Tata lancia la Sumo Gold, si tratta di un restyling della vecchia Victa che arricchisce la dotazione di serie ed introduce il motore 3.0 CR4 quattro cilindri Dicor common rail 16 valvole erogante 85 cavalli e 250 Nm di coppia massima. Il 16 valvole Dicor affianca il vecchio 3.0 Di turbo a iniezione diretta ma privo di common rail erogante 70 cavalli e 225 Nm di coppia. All’interno vengono introdotti nuovi tessuti, nuovi comandi del climatizzatore e nuova strumentazione oltre a rifiniture in finta radica. Meccanicalmente viene migliorato l’impianto frenante e debuttano nuovi ammortizzatori che rendono meno rigido il telaio.